# フェルトキルヒ郡
フェルトキルヒ郡（フェルトキルヒぐん、独: Bezirk Feldkirch, 阿:Bezirk Fealdkirch（フェアルトゥキルヒ郡））は、オーストリアのフォラールベアーク州にあり、郡（ベツィルク）（Bezirk）行政管区とも表記される。郡庁所在地はフェルトキルヒ。
東はドルンビルン郡およびわずかにブレゲンツ郡と、南はブルーデンツ郡と接する。西はスイスのザンクト・ガレン州およびリヒテンシュタインとの国境になっている。
フェルトキルヒ郡には以下の24の市町村のゲマインデ（Gemeindeがある。そのうち、ブルーデンツが市（Stadt）に、2つが町（Marktgemeinde=市場町）に指定されている。
- アルタッハ Altach
- デュンス Düns
- デュンザーベルク Dünserberg
- フェルトキルヒ Feldkirch （市）
- フラスタンツ Frastanz （町）
- フラクセルン Fraxern
- ゲフィス Göfis
- ゲッツィス Götzis （町）
- クラウス Klaus
- コブラッハ Koblach
- ラテルンス Laterns
- メーダー Mäder
- マイニンゲン Meiningen
- ランクヴァイル Rankweil （町）
- レンス Röns
- レッティス Röthis
- ザッタインズ Satteins
- シュリンス Schlins
- シュニフィス Schnifis
- ズルツ Sulz
- ユーバーザクセン Übersaxen
- ヴィクトルスベルク Viktorsberg
- ヴァイラー Weiler
- ツヴィッシェンヴァッサー Zwischenwasser